# Opel 1,2
El Opel 1,2 Litros es un coche pequeño fabricado por Opel entre 1931 y 1935. El 1,2 fue reemplazado en 1935 por el Opel P4, que era muy similar pero empleaba un nuevo motor y continuó en producción hasta diciembre de 1937. Durante solo un año, en 1933, el fabricante también ofreció el Opel 1,0 Litro que era una versión con motor más pequeño del 1,2 Litros. El Opel 1,2 Litros reemplazó a la última versión del Opel Laubfrosch y fue primero complementado y finalmente reemplazado por el Opel Kadett, más espacioso, que ya había entrado en producción en 1935.
Opel fue el principal productor de automóviles de Alemania durante la década de 1930. Entre 1932 y 1936 este modelo fue el más vendido del fabricante.

## Orígenes
El Opel de 1,2 Litros entró en producción en julio de 1931. Conceptual y técnicamente se parecía mucho al Opel de 1,8 Litros que se había lanzado seis meses antes y ambos modelos compartían incluso las mismas dimensiones de cilindro. Sin embargo, el motor 1.8 tenía dos cilindros más que el 1.2. General Motors adquirió el control de Opel en 1928 y el modelo de 1,2 litros se desarrolló en Estados Unidos, con la necesidad de una producción eficiente y económica incorporada en el proceso de desarrollo. La distancia entre ejes se consideraría un poco corta para esta clase de coche, pero no se podría discutir la agresiva estrategia de precios que Opel fue capaz de seguir con el de 1,2 Litros.

## Nuevos tipos de nombre
Las nomenclatura de Opel habían seguido hasta ahora la práctica alemana estándar de dar a cada modelo un nombre de dos números, en el que el primer número representaba la potencia fiscal del coche y el segundo su potencia real (métrica). Por lo tanto, el predecesor del coche se vendió como Opel 4/20 porque su potencia fiscal habría sido de 4 y su potencia real de 20 CV (14,7 kW y 19.7 CV). El Opel 1,2 Litros fue un adelanto de los nuevos tipos de nomenclatura mediante la cual el automóvil simplemente se denominaba por el tamaño del motor en litros, con un punto decimal. Aunque los propios Opel no siempre siguieron fielmente esta norma, se popularizó entre los fabricantes de automóviles en varios países europeos en las décadas siguientes a medida que los CV fiscales, calculados de manera diferente en cada país, se volvieron cada vez menos relevantes y menos comprendidos.

## El motor y la transmisión
El motor 1193 cc SV daba una potencia máxima de 22 CV (16,2 kW, 21,7 CV) que en 1933 aumentó hasta a 23 CV (16,9 kW; 22,7 CV). La velocidad máxima publicada fue 85 kilómetros por hora (53 mph), y en el caso de la versión ligeramente más pesada con carrocería «Regent» 82 kilómetros por hora (51 mph). La transmisión de potencia a las ruedas traseras se realizaba mediante una caja de cambios manual de tres velocidades sin sincronizador. A partir de 1933 estuvo disponible una opción de cuatro velocidades, aunque la transmisión de tres velocidades siguió siendo la oferta estándar en los coches de especificaciones más bajas. Los frenos se controlaban mediante un varillaje de cables y en este momento se accionaban sobre el eje de transmisión.

## Mercado

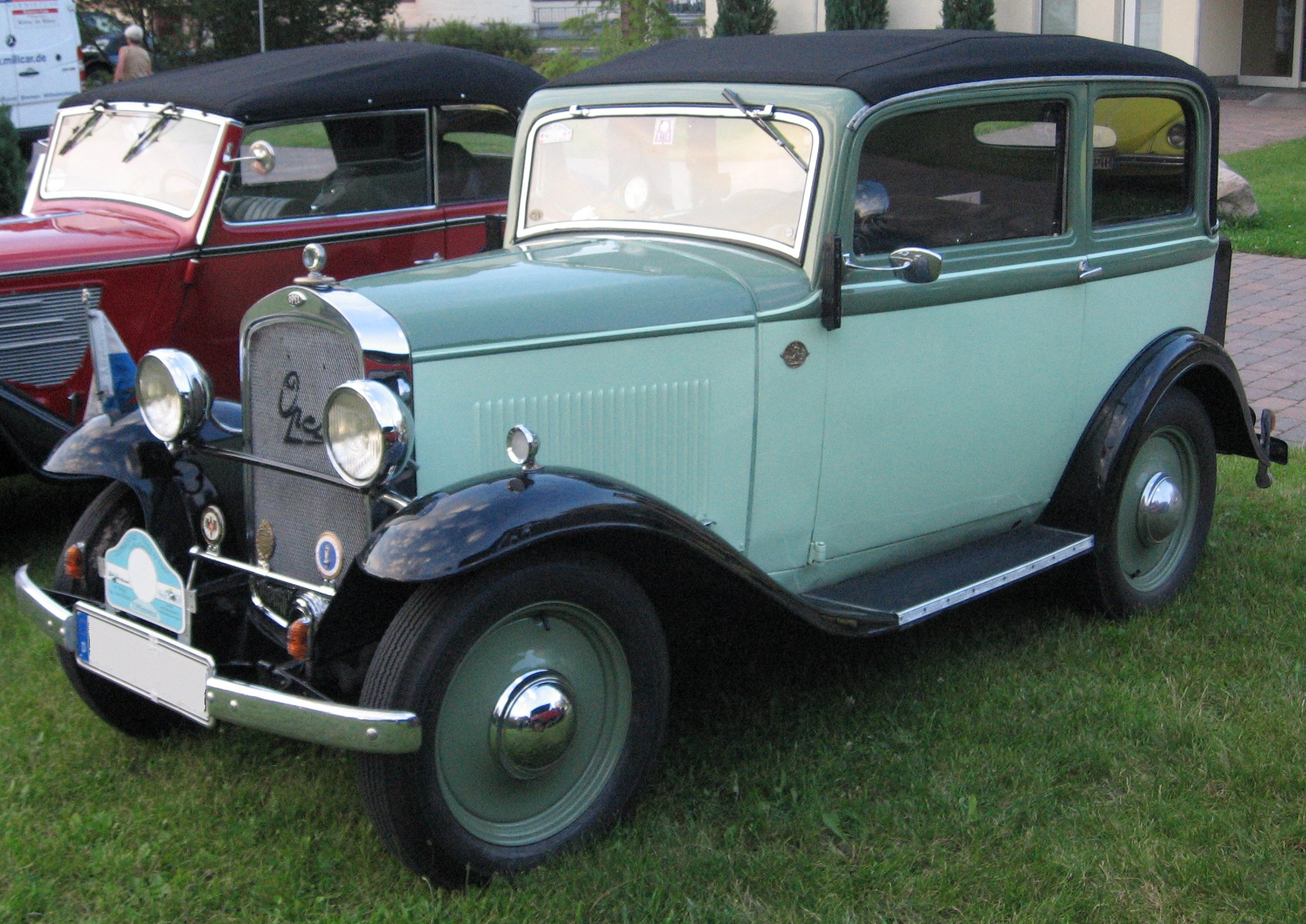
La versión más básica, el Opel 1,0 Litro estuvo en producción solo durante un año, comenzando a finales de 1932.

En 1933 Opel presentó el Opel 1,0. Litro, que era una versión simplificada del 1,2 Litros, impulsado por un 995 motor cc. La potencia máxima declarada para esta versión del automóvil era 18 CV (13.2 kW; 17.8 CV) y la velocidad máxima se redujo a 78 kilómetros por hora (48 mph). La producción comenzó en noviembre de 1932, pero antes de finales de año solo se vendió un coche.[cita requerida] Sin embargo, cuando terminó la producción solo un año después, en noviembre de 1933, se habían producido 5600 de los automóviles con especificaciones reducidas. Finalizó la producción del Opel 1,0 Litro al cabo de un año, la cual se atribuye a la recuperación económica que finalmente se estaba produciendo: el tamaño total del mercado automovilístico alemán aumentó de 41 118 coches en 1932 a 130 938 en 1934. También habrá sido relevante la abolición por parte de Alemania del impuesto anual sobre automóviles nuevos adquiridos después de 1933. Este impuesto, que no volvería a aparecer hasta 1945, se basaba en el tamaño del motor y un nivel impositivo reducido gracias a su motor más pequeño había sido una de las características clave de venta del Opel 1,0 Litro.

## Una gama de carrocerías

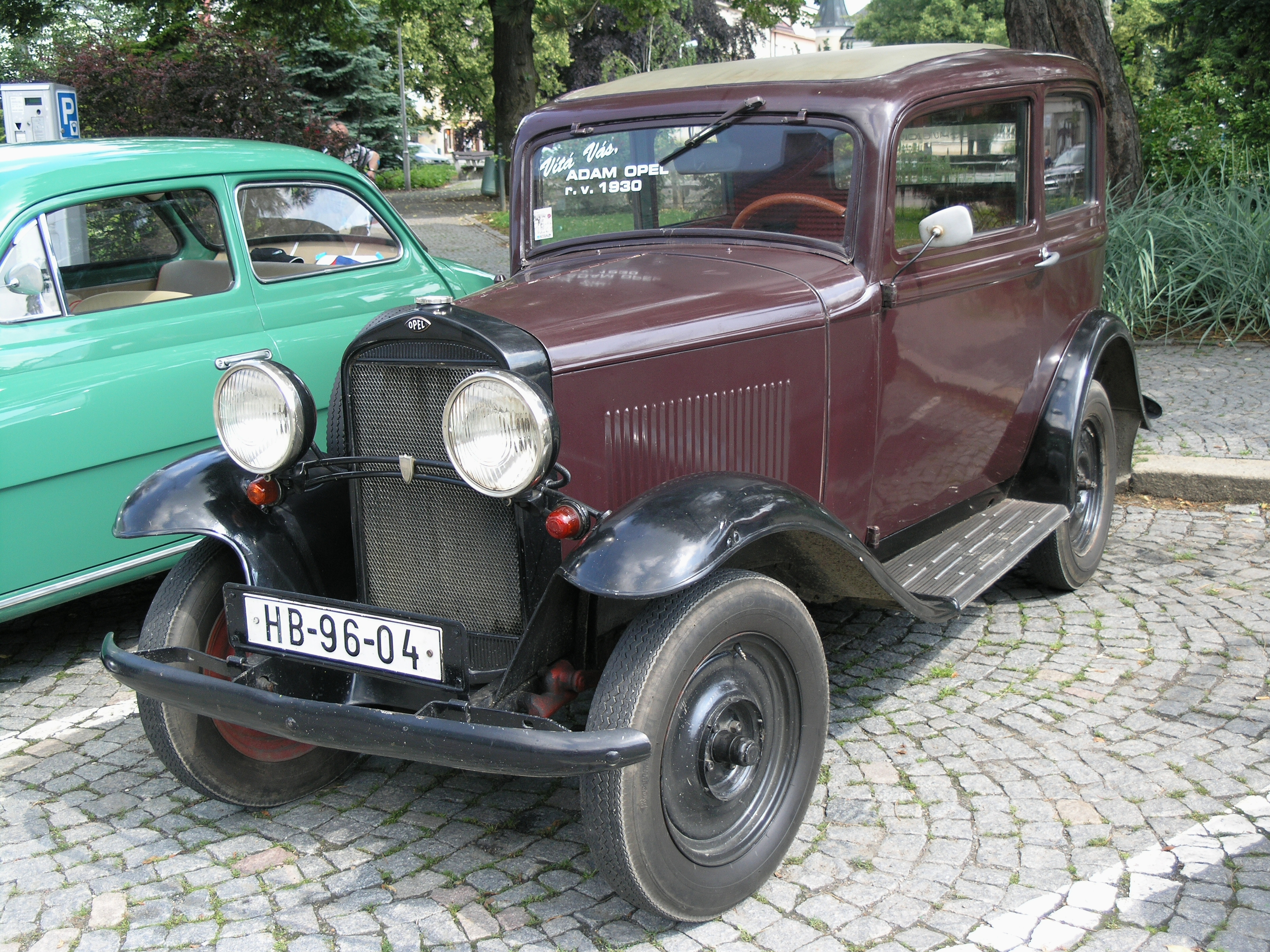
En 1934 se retiraron los coches sin techo y de dos plazas, dejando la berlina de dos puertas como el Opel 1,2 de nivel de entrada.

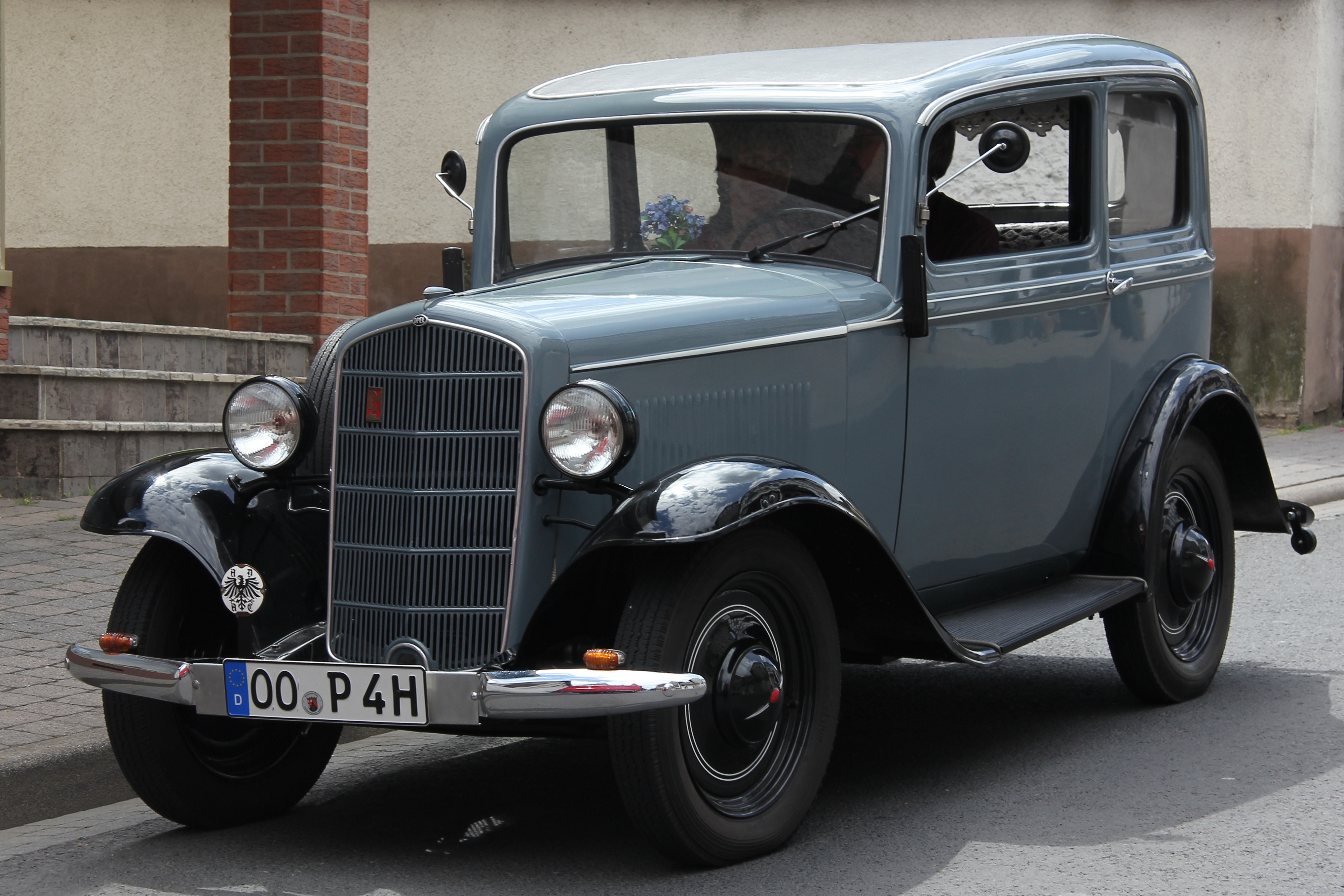
El Opel P4 reemplazó al Opel 1,2 en septiembre de 1935. Desde fuera apenas había nada que distinguiera a los dos modelos, pero en la parte delantera el P4 tenía el radiador cubierto por una sencilla parrilla frontal.

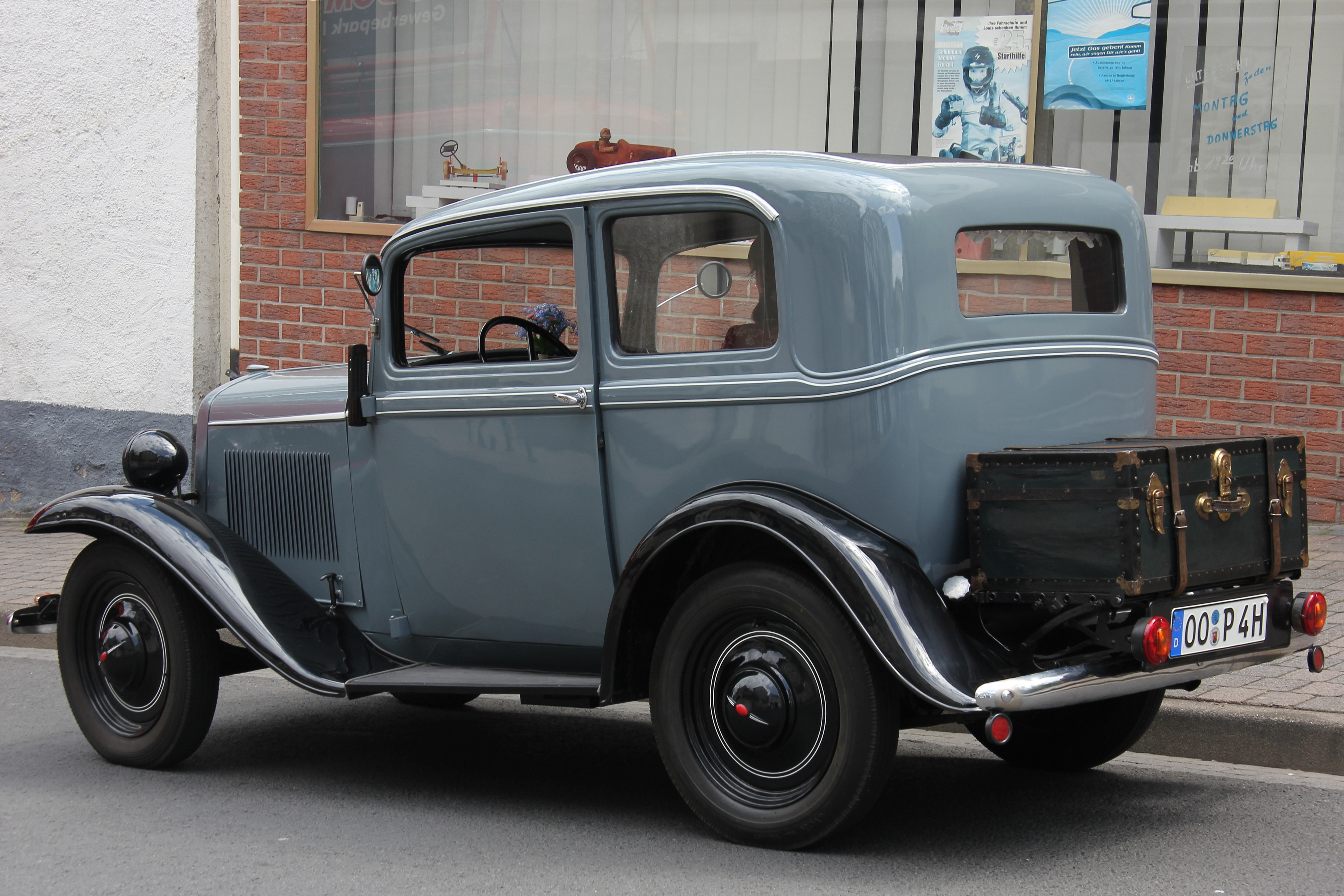
La ausencia de un casillero para equipaje en la parte trasera no necesariamente implicaba una ausencia total de equipaje.

El coche se lanzó al mercado con la gama habitual de carrocerías. El coche básico era el biplaza descapotable, cuyo precio en 1931 era de 2000 marcos. Dado que la deflación de precios era una característica de la economía en ese momento, en 1932 fue posible reducir el precio de lista del fabricante a 1890 marcos. Había descapotables de dos y cuatro plazas que venían con una cubierta de techo plegable y también una «limusina» berlina de dos puertas y cuatro plazas que se vendía al por menor por 2700 marcos en 1931: en 1935, tras una mejora más general para del modelo de 1934, el precio de la «limusina» de dos puertas y cuatro plazas se redujo a 1850 marcos, probablemente ayudado por las economías de escala resultantes de la popularidad del coche.
Las versiones del 1.2 también se manufacturaron en las Indias Orientales Neerlandesas, en Batavia (actual Yakarta). El territorio de ventas de NV General Motors Java incluía Indochina, Malasia, toda la actual Indonesia y Tailandia. Debido a la recesión económica que siguió a la Depresión, GM Java cambió su producción de Chevrolet a un taxibús de 7 plazas con motor Opel 1.2 en 1932; en 1933 se añadió una versión de ambulancia.

## Ampliando la gama alta
En 1932 el 1,2 Litros «Regent» llevó la gama a un nivel superior. Empleando la carrocería berlina de dos puertas del Opel 1.8 más grande y adaptándola a una versión ligeramente alargada de la plataforma más pequeña del 1,2. Litro.
Las carrocerías tipo limusina (berlina) de 4 puertas estuvieron disponibles en 1933 para ambos modelos 1,2 con carrocería de seis luces y versión alargada, 2445 mm (96,3 plg) de distancia entre ejes. Sin embargo, el coche todavía era corto para un diseño de cuatro puertas y las puertas eran estrechas.

## Racionalización de la gama en 1934
En 1934 se simplificó la gama de tipos de carrocería disponibles, que ahora se redujo a tres. Se trataba de una limusina, una limusina especial y una limusina cabrio con capota blanda enrollable y marcos fijos alrededor de las puertas y ventanillas laterales. La eliminación, tras un año de producción, de la limusina de cuatro puertas reflejó la introducción en enero de 1934 del Opel 1,3, un poco más grande, que desde el principio llegó con la opción de carrocería Limusina de cuatro puertas.

## Opel P4 (1935)
En septiembre de 1935, el Opel P4 sustituyó al Opel de 1,2 litros. La carrocería se mantuvo sin cambios, salvo una parrilla delantera actualizada. Tampoco se modificaron la distancia entre ejes ni la transmisión. Lo nuevo era el motor, que era menos cuadrado que antes, aunque su arquitectura esencial era de 4 cilindros en línea con válvulas laterales bastante familiar. La potencia máxima declarada y la velocidad máxima se mantuvieron sin cambios en 23 CV (17 kW; 23 CV) y 85 kilómetros por hora (53 mph) respectivamente. Lo que sí cambió fue el tamaño del motor, que ahora se redujo a 1073 cc. En vista de la reducción de precio de 1850 a 1650 marcos que acompañó al cambio al modelo P4 y la nueva reducción a 1450 marcos en 1937, parece probable que la nueva unidad de potencia fuera más barata de producir que el anterior.

## Comercial
Comercialmente el coche fue un éxito. Posiblemente debido a la agresiva reducción de precio que acompañó a su introducción, el P4 se vendió incluso mejor que el 1,2, con una producción de 40 405 en 1936, siendo el mejor año del modelo,  equiparando su volumen de producción al 19 % del mercado alemán de turismos.  En vista del enfoque relativamente nacional de los principales mercados automovilísticos europeos en este momento, la inmensa mayoría de los Opel 1,2/P4 se vendieron en Alemania. En 1936, el Opel P4 era el coche más popular de Alemania. La relación calidad-precio que ofrecía el Opel P4 fue motivo de preocupación para los partidarios del programa Volkswagen patrocinado por el gobierno, que ya estaba muy avanzado y era un proyecto favorito de Adolf Hitler. En cualquier caso, la producción del pequeño Opel se redujo mucho durante 1937, el último año de producción del P4, lo que refleja la popularidad del Kadett más grande y mucho más moderno: para el Kadett, 1937 fue el primer año completo de producción.
La producción total entre 1931 y 1937 del 1,2, el 1,0 y P4 combinados fue 173 027.[cita requerida]